# (2356) Hirons
(2356) Hirons est un astéroïde de la ceinture principale.

## Description
(2356) Hirons est un astéroïde de la ceinture principale. Il fut découvert le 17 octobre 1979 à la station Anderson Mesa par Edward L. G. Bowell. Il présente une orbite caractérisée par un demi-grand axe de 3,23 UA, une excentricité de 0,04 et une inclinaison de 15,6° par rapport à l'écliptique.

## Compléments